# Бранко Петрович
 Бранко Петрович  (серб. Бранко Петровић, нар. 23 вересня 1908, Белград  — пом. 1 липня 1976, там само) —  югославський футболіст, що грав на позиції захисника. Відомий виступами за клуб «Югославія», а також національну збірну Югославії. Дворазовий чемпіон Югославії. 

## Клубна кар'єра
Є вихованцем футбольного клубу «Югославія». На дорослому рівні дебютував в 1924 році в 16-річному віці. У 1924, 1925, 1926, 1928 і 1932 роках ставав з командою переможцем чемпіонату Белграда. 
У чемпіонаті 1924 році став вперше чемпіоном Югославії. На шляху до фіналу команда здолала «Славію» (Осієк) (5:2) і «Сомборський» (6:1), а у головному матчі перемогла «Хайдук» (Спліт) з рахунком 2:1 завдяки голам Дам'яна Джурича і Стевана Лубурича. Петрович зіграв у півфіналі і фіналі змагань, змінивши у основі Бошко Тодоровича.
У 1925 році «Югославія» повторила свій успіх. З однаковим рахунком 3:2 клуб послідовно переміг «Хайдук» (Спліт), «Славію» (Осієк) і «Граджянскі» (Загреб). Лідерами команди у чемпіонських сезонах були Милутин Івкович, Алоїз Махек, Драган Йованович, Стеван Лубурич, Душан Петкович, Бранислав Секулич та інші. Саме з Івковичем Петрович протягом багатьох років складатиме незмінний дует захисників клубу. 
У наступному році «Югославія» посіла друге місце, програвши у фіналі «Граджянскі» (1:2), а ще через рік клуб вперше не потрапив до фінального турніру, програвши САШКу у кваліфікації. В команді відбувалась зміна поколінь. Наступного разу клуб зумів потрапити в трійку призерів у 1929 році, коли посіла третє місце. Через рік «Югославія» стала другою. 
Загалом у складі «Югославії» зіграв 308 матчів і є рекордсменом за цим показником у історії клубу. 
Закінчив юридичний факультет в Белграді, пішов на пенсію в 1966 році.
| Дата       | Місто    | Господарі      | Результат | Гості     | Турнір            | Голи | Примітки |
| ---------- | -------- | -------------- | --------- | --------- | ----------------- | ---- | -------- |
| 28.10.1928 | Прага    | Чехословаччина | 7 – 1     | Югославія | товариський матч  | -    |          |
| 06.10.1929 | Бухарест | Румунія        | 2 – 1     | Югославія | Балканський кубок | -    |          |
| 26.01.1930 | Афіни    | Греція         | 2 – 1     | Югославія | Балканський кубок | -    |          |
| Усього     |          | Матчів         | 3         |           | Голів             | 0    |          |

## Трофеї і досягнення
- Чемпіон Югославії: 1925, 1925
- Срібний призер чемпіонату Югославії: 1926, 1930
- Чемпіон футбольної асоціації Белграда: 1924, 1925, 1926, 1928, 1932
- Срібний призер Балканського кубку: 1929-31
- Переможець Кубка короля Олександра: 1927